# Майк Лащев
Михайло (Майк) Лащев (англ. Mike Laschev; нар. 20 серпня 1953, Львів, УРСР) — радянський футболіст та шоуболіст, виступав на позиції нападника.

## Життєпис
Народився у Львові, з 1974 по 1976 рік виступав за місцевий аматорський клуб «Сокіл».
Згодом емігрував до США. У 1980 році дебютував в Американській футбольній лізі за «Рочестер Флеш». Восени 1980 року підписав контракт із шоуболбною командою «Баффало Стейліонз», яка виступала в Major Indoor Soccer League. У 1982 році отримав американське громадянство. Відіграв за «Стейліонз» три сезони, а в 1974 році перейшов до «Чикаго Стінг». Восени 1985 року вони продали Майка до «Балтімор Бласт». Потім відіграв один сезон у «Балтімор Бласт», після чого залишив команду. Спортивну кар'єру завершив у клубі «Чикаго Шоккерс», кольори якої Лащев захищав у сезоні 1986/87 років.
Останні два роки свого життя Алілуєва здебільшого прожила на півдні Вісконсіна, або в Річленд-центрі, або в Спрінг-Грін, де розташовувалася літня студія Райта "Талієсін". Вона померла 22 листопада 2011 року від ускладнень раку товстої кишки в Річленд-центрі, де проводила час, приїжджаючи з Кембриджа.